# 夜のぐうたらショー
夜のぐうたらショー（よるのぐうたらショー）は、1973年10月8日から1974年4月5日までの間のナイターオフ期間、九州朝日放送（KBCラジオ）で放送されていたラジオ番組。

## 概要
KBCジャンボナイター（現・KBCホークスナイター）の放送されていない期間の、月曜日〜土曜日 19:00〜20:00の放送。本番組を企画したのは、「ヤングに占領されたラジオというのは疑問」と話す、当時「脱ヤング路線の急先鋒」と言われていたディレクターで、当時は若者以外の年齢層でリスナーを熱狂的に引き付けている番組と言えば大体ナイター中継だったと言われており、それならナイターオフシーズンに入っても、そのナイターのリスナーをそのまま引き寄せればいいのではないか、ということで本番組は男性向け路線の内容となった。

## パーソナリティ
- 月曜日〜水曜日：となし一平
※当時のKBCスポーツアナウンサー、池田正雄のマイクネーム。スポーツ中継以外は主にこの名前で出演していた[2]。
- 木曜日〜土曜日：栗田善成[2]
- アシスタント：三好都喜子[3]　他

## 主なコーナー・企画
- となし一平のスポーツやぶにらみ （月曜）[3]
- Xガールを探せ （火曜）[3]
- ぐうたら電話のど自慢 （水曜）[3]
- クイズでバッチリ （木曜・前期 → 土曜・後期）[3]
- ぐうたら人生なんでも相談 （金曜）[3]
- ぐうたらトリオなんでも入門 （土曜・前期）[3]
- なんでもコンテスト （木曜・後期）[3]
- 全国露天風呂一週間招待[2]
- ポルノ女優のヌードを撮ろう！8ミリ映画制作コンクール[2]
- いやな上役悪口大会[2]
- ダフ屋全員集合[2]